# Liste polnischer Schachspieler
Die Liste polnischer Schachspieler enthält Schachspieler, die für den polnischen Schachverband spielberechtigt sind oder waren und mindestens eine der folgenden Bedingungen erfüllen:
- Träger einer der folgenden FIDE-Titel: Großmeister, Ehren-Großmeister, Internationaler Meister, Großmeisterin der Frauen, Ehren-Großmeisterin der Frauen, Internationale Meisterin der Frauen;
- Träger einer der folgenden ICCF-Titel: Großmeister, Verdienter Internationaler Meister, Internationaler Meister, Großmeisterin der Frauen, Internationale Meisterin der Frauen;
- Gewinn einer nationalen Einzelmeisterschaft;
- eine historische Elo-Zahl von mindestens 2500 (vor Einführung der Elo-Zahl im Juli 1971).

## A
- Andrzej Adamski (* 1939), Internationaler Meister
- Jan Adamski (* 1943), Internationaler Meister, polnischer Meister
- Marek Aleksandrowicz (* 1957), Internationaler Fernschachmeister
- Izak Aloni (1905–1985), israelischer Meister[1]
- Julia Antolak (* 2000), Großmeisterin der Frauen
- Rafał Antoniewski (* 1980), Großmeister
- Izaak Appel (1905–1941), historischer Meister
- Edward Arłamowski (1909–1979), historischer Meister
- Arnold Aurbach (1888–1952), historischer Meister

## B
- Mietek Bakalarz (* 1960), Internationaler Meister[2]
- Wiktor Balcarek (1915–1998), polnischer Meister
- Witold Balcerowski (1935–2001), polnischer Meister
- Jerzy Bany (* 1961), Internationaler Meister
- Tadeusz Baranowski (1948–2021), Verdienter Internationaler Meister im Fernschach
- Joanna Barczyńska (* 1972), polnische Meisterin der Frauen
- Radosław Barski (* 1993), Internationaler Meister
- Marta Bartel (* 1988), Großmeisterin der Frauen
- Mateusz Bartel (* 1985), Großmeister, polnischer Meister
- Robert Bator (* 1963), Internationaler Meister[3]
- Jonasz Baum (* 2004), Internationaler Meister
- Dorota Bayer (* 1980), Internationale Meisterin der Frauen
- Jacek Bednarski (1939–2008), Internationaler Meister, polnischer Meister
- Jacek Bielczyk (* 1953), Internationaler Meister
- Witold Bielecki (1947–2008), Internationaler Fernschachmeister
- Bogdan Bieluczyk (1933–2008), Verdienter Internationaler Meister im Fernschach
- Zbigniew Blak (1954–2021), Internationaler Fernschachmeister
- Abram Blass (1896–1971), Meister des Völkerbundsmandats für Palästina, historischer Meister[4]
- Paweł Blehm (* 1980), Großmeister
- Dalia Blimke-Dereń (* 1979), Internationale Meisterin der Frauen
- Piotr Bobras (* 1977), Großmeister
- Mateusz Bobula (* 1990), Internationaler Meister
- Franciszek Borkowski (* 1957), Internationaler Meister
- Andrzej Borowiec, Verdienter Internationaler Meister im Fernschach
- Iwona Bos-Świecik (* 1958), Internationale Meisterin der Frauen[5]
- Marian Braczko (1926–2015), Internationaler Fernschachmeister
- Ignacy Branicki (1912–2004), historischer Meister[6]
- Piotr Brodowski (* 1989), Internationaler Meister
- Mariusz Broniek (* 1959), Verdienter Internationaler Meister im Fernschach
- Agnieszka Brustman (* 1962), Großmeisterin der Frauen, polnische Meisterin der Frauen
- Hanna Bryła (* 1989), Internationale Meisterin der Frauen
- Stefan Brzózka (1931–2023), Fernschachgroßmeister
- Henryk Bucziński (* 1947), Internationaler Fernschachmeister
- Krzysztof Bulski (1987–2020), Großmeister
- Mariusz Buś (* 1970), Internationaler Meister
- Łukasz Butkiewicz (* 1988), Internationaler Meister

## C
- Marlena Chlost (* 1983), Internationale Meisterin der Frauen
- Krzysztof Chojnacki (* 1983), Internationaler Meister
- Patryk Chylewski (* 2001), Internationaler Meister
- Robert Ciemniak (* 1975), Internationaler Meister
- Dariusz Cimicki (* 1966), Internationaler Fernschachmeister
- Josef Cukierman (1900–1941), historischer Meister[7]
- Łukasz Cyborowski (* 1980), Großmeister
- Karina Cyfka (* 1987), Internationaler Meister, Großmeisterin der Frauen, polnische Meisterin der Frauen
- Jakub Czakon (* 1985), Internationaler Meister
- Paweł Czarnota (* 1988), Großmeister
- Moshe Czerniak (1910–1984), Internationaler Meister[8]
- Dawid Czerw (* 1997), Internationaler Meister
- Aleksander Czerwoński (* 1965), Internationaler Meister

## D
- Krystyna Dąbrowska (* 1973), Großmeisterin der Frauen, polnische Meisterin der Frauen
- Jolanta Dahlin (1940–1991), schwedische Meisterin der Frauen[9]
- Stefan Dejkało (* 1959), Internationaler Meister
- Henryk Dobosz (* 1953), Internationaler Meister
- Piotr Dobrowolski (* 1976), Internationaler Meister
- Zbigniew Doda (1931–2013), Internationaler Meister, polnischer Meister
- Kamil Dragun (* 1995), Großmeister
- Kacper Drozdowski (* 1996), Internationaler Meister
- Jacek Dubiel (* 1976), Internationaler Meister
- Jan-Krzysztof Duda (* 1998), Großmeister, polnischer Meister
- Piotr Dukaczewski (* 1965), Internationaler Meister
- Joanna Dworakowska (1978–2024), Internationaler Meister, Großmeisterin der Frauen, polnische Meisterin der Frauen
- Andrzej Dzienisziwski (* 1957), Internationaler Fernschachmeister
- Marcin Dziuba (* 1983), Großmeister

## E
- Hanna Ereńska-Barlo (* 1946), Großmeisterin der Frauen, polnische Meisterin der Frauen

## F
- Andrzej Filipowicz (* 1938), Internationaler Meister
- Ryszard Filutowski (1928–2008), Internationaler Fernschachmeister
- Alexander Flamberg (1880–1926), historischer Meister
- Barbara Fleröw-Bułhak, historische Meisterin
- Anna Fojudzka (* 1980), Internationale Meisterin der Frauen
- Daniel Frączek (* 1986), Internationaler Meister
- Henryk Friedman (1903–1942), historischer Meister
- Paulino Frydman (1905–1982), Internationaler Meister[10]

## G
- Radosław Gajek (* 1998), Internationaler Meister[11]
- Grzegorz Gajewski (* 1985), Großmeister, polnischer Meister
- Ryszard Gąsiorowski (1935–1998), Internationaler Fernschachmeister
- Renata Gazik (* 1972), Internationale Meisterin der Frauen
- Jacek Gdański (* 1970), Großmeister, polnischer Meister
- Regina Gerlecka (1913–1983), polnische Meisterin der Frauen
- Eduard Gerstenfeld (1915–1943), historischer Meister
- Piotr Goluch (* 1992), Internationaler Meister
- Władysława Górska (1920–2014), polnische Meisterin der Frauen
- Bogdan Grabarczyk (* 1967), Internationaler Meister
- Mirosław Grabarczyk (* 1971), Großmeister
- Romuald Grąbczewski (1932–2005), Internationaler Meister, polnischer Meister
- Józef Gromek (1931–1985), polnischer Meister
- Szymon Gumularz (* 2001), Großmeister
- Magdalena Gużkowska-Nurkiewicz (* 1975), Internationale Meisterin der Frauen, polnische Meisterin der Frauen

## H
- Ewa Harazińska (* 1998), Internationale Meisterin der Frauen
- Marek Hawełko (* 1959), Internationaler Meister, polnischer Meister
- Bartłomiej Heberla (* 1985), Großmeister
- Róża Herman (1902–1995), internationale Meisterin der Frauen, polnische Meisterin der Frauen
- Aleksander Hnydiuk (* 1978), Internationaler Meister

## I
- Jacek Ilczuk (* 1967), Verdienter Internationaler Meister im Fernschach

## J
- Artur Jakubiec (* 1973), Großmeister
- Edyta Jakubiec (* 1981), Internationale Meisterin der Frauen
- Anna Jakubowska (* 1988), Internationale Meisterin der Frauen
- Krzysztof Jakubowski (* 1983), Großmeister
- Barbara Jamka-Pietroń (* 1971), Fernschachgroßmeisterin der Frauen
- Igor Janik (* 2000), Großmeister
- Robert Jankowicz, Internationaler Fernschachmeister
- Dawid Janowski (1868–1927), historischer Meister
- Barbara Jaracz (* 1977), Großmeisterin der Frauen
- Paweł Jaracz (* 1975), Großmeister
- Łukasz Jarmuła (* 1998), Großmeister
- Liwia Jarocka (* 2003), Internationale Meisterin der Frauen
- Mirosław Jasiński (* 1954), Internationaler Fernschachmeister
- Zbigniew Jaśnikowski (* 1955), Internationaler Meister
- Mirosław Jaworski (* 1965), Internationaler Meister, Verdienter Internationaler Meister im Fernschach
- Józef Jędrzejczak, Verdienter Internationaler Meister im Fernschach
- Maciej Jędrzejowski (* 1965), Verdienter Internationaler Meister im Fernschach
- Radosław Jedynak (* 1982), Großmeister
- Anna Jurczyńska (1926–2009), Internationale Meisterin der Frauen, polnische Meisterin, Internationale Fernschachmeisterin der Frauen

## K
- Barbara Kaczorowska (* 1960), Internationale Meisterin der Frauen, polnische Meisterin der Frauen
- Konstanty Kaiszauri (* 1952), Internationaler Meister[12]
- Marcin Kamiński (* 1977), Großmeister
- Marcel Kanarek (* 1993), Großmeister
- Anna Kantane (* 1995), Internationale Meisterin der Frauen
- Tadeusz Karpik (* 1960), Internationaler Fernschachmeister
- Alina Kaschlinskaja (* 1993), Internationaler Meister, Großmeisterin der Frauen[13]
- Stefan Kasperski (* 1946), Internationaler Fernschachmeister
- Robert Kempiński (* 1977), Großmeister, polnischer Meister
- Jan Kiedrowicz (1960–2024), Internationaler Meister
- Dorota Kika (* 1987), Internationale Meisterin der Frauen
- Oliwia Kiołbasa (* 2000), Internationaler Meister, Internationale Meisterin der Frauen
- Maciej Klekowski (* 1992), Großmeister
- Kamila Klimaszewska (* 1958), Internationale Fernschachmeisterin der Frauen
- Jan Klimkowski (* 2007), Großmeister
- Magdalena Kludacz (* 1976), Internationale Meisterin der Frauen
- Władysław Koc (* 1946), Verdienter Internationaler Meister im Fernschach
- Konrad Kojder (1956–2025), Internationaler Meister
- Mateusz Kołosowski (* 1992), Internationaler Meister
- Josek Kolski (1900–1941), historischer Meister
- Henrijeta Konarkowska-Sokolov (* 1938), Großmeisterin der Frauen, polnische Meisterin der Frauen[14]
- Damian Końca (* 1952), Verdienter Internationaler Meister im Fernschach
- Jerzy Konikowski (* 1947), Meisterspieler[15]
- Ignacy Kopa (1875–1929), historischer Meister
- Jakub Kosakowski (* 2002), Großmeister
- Jerzy Kostro (* 1937), Internationaler Meister, polnischer Meister
- Stanisław Kostyra (* 1951), Internationaler Meister
- Elżbieta Kowalska (* 1944), polnische Meisterin der Frauen
- Igor Kowalski (* 2001), Internationaler Meister
- Magdalena Kozak (* 1988), Internationale Meisterin der Frauen
- Waldemar Kozłowski (* 1950), Verdienter Internationaler Meister im Fernschach
- Michał Krasenkow (* 1963), Großmeister, polnischer Meister[16]
- Elena Krasenkowa (* 1961), Internationale Meisterin der Frauen[17]
- Władysław Król (* 1940), Verdienter Internationaler Meister im Fernschach
- Monika Krupa (* 1977), Großmeisterin der Frauen
- Włodzimierz Kruszyński (* 1951), Internationaler Meister
- Marcin Krysztofiak (* 1986), Internationaler Meister
- Jerzy Krzysztoń (1940–1997), Fernschachgroßmeister
- Marcin Krzyżanowski (* 1994), Großmeister
- Wojciech Krzyżanowski (* 1970), Verdienter Internationaler Meister im Fernschach
- Zbigniew Księski (1954–2018), Internationaler Meister
- Anna Kubicka (* 1999), Internationale Meisterin der Frauen
- Tadeusz Kubicki (* 1956), Internationaler Fernschachmeister
- Robert Kuczyński (* 1966), Großmeister, polnischer Meister
- Ryszard Kujawski (1956–2025), Internationaler Fernschachmeister
- Adam Kuligowski (* 1955), Großmeister, polnischer Meister
- Winfried Kulling (* 1941), Verdienter Internationaler Meister im Fernschach
- Klaudia Kulon (* 1992), Internationaler Meister, Großmeisterin der Frauen
- Krystian Kuźmicz (* 1987), Internationaler Meister
- Ryszard Kwieciński (* 1948), Verdienter Internationaler Meister im Fernschach

## L
- Aleksandra Lach (* 1995), Internationale Meisterin der Frauen
- Patryk Łagowski (* 1984), Internationaler Meister
- Bogusław Łatas (* 1964), Verdienter Internationaler Meister im Fernschach
- Arkadiusz Leniart (* 1991), Großmeister
- Liliana Leszner (* 1965), Internationale Meisterin der Frauen
- Henryk Lew (1931–2010), Internationaler Fernschachmeister
- Tadeusz Lew (* 1956), Internationaler Fernschachmeister
- Jerzy Lewi (1949–1972), polnischer Meister[18]
- Mirosław Lewicki (* 1995), Internationaler Meister
- Damian Lewtak (* 1995), Internationaler Meister
- Łukasz Licznerski (* 1995), Internationaler Meister
- Anna Lissowska (* 1966), Internationale Meisterin der Frauen
- Mirosława Litmanowicz (1928–2017), Internationale Meisterin der Frauen, polnische Meisterin der Frauen
- Apolonia Litwińska (1928–2021), polnische Meisterin der Frauen
- Mojżesz Łowcki (1881–1940), historischer Meister
- Józef Lubas (1956–2023), Verdienter Internationaler Meister im Fernschach
- Rafał Lubczyński (* 1988), Internationaler Meister
- Michał Luch (* 1988), Internationaler Meister
- Andrzej Łuczak (* 1948), Internationaler Meister
- Grzegorz Łukasiewicz (* 1958), Internationaler Meister

## M
- Bartłomiej Macieja (* 1977), Großmeister, polnischer Meister
- Andrzej Maciejewski (* 1951), Internationaler Meister
- Joanna Majdan (* 1988), Großmeisterin der Frauen
- Kazimierz Makarczyk (1901–1972), Internationaler Meister, polnischer Meister
- Tomasz Makowski (* 1962), Internationaler Fernschachmeister
- Jan Malek (* 2007), Großmeister
- Maria Malicka (* 2003), Großmeisterin der Frauen
- Alexandra Malzewskaja (* 2002), Internationaler Meister, Großmeisterin der Frauen[19]
- Aleksander Marcinkiewicz (* 1949), Verdienter Internationaler Meister im Fernschach
- Jan Marcinkiewicz (* 1948), Fernschachgroßmeister
- Tomasz Markowski (* 1975), Großmeister, polnischer Meister
- Aleksander Masternak (* 1964), Internationaler Fernschachmeister
- Grzegorz Masternak (* 1970), Internationaler Meister
- Jacek Matlak (* 1964), Verdienter Internationaler Meister im Fernschach
- Marek Matlak (* 1966), Internationaler Meister, Internationaler Fernschachmeister
- Agnieszka Matras-Clement (* 1982), Internationale Meisterin der Frauen[20]
- Michał Matuszewski (* 1993), Großmeister
- Marta Michna (* 1978), Großmeisterin der Frauen, polnische Meisterin der Frauen[21]
- Maria Mickiewicz (* 1984), Internationale Meisterin der Frauen
- Dariusz Mikrut (* 1979), Internationaler Meister
- Piotr Mirkowski (1954–2022), Internationaler Fernschachmeister
- Aleksander Miśta (* 1983), Großmeister
- Kamil Mitoń (* 1984), Großmeister
- Wojciech Moranda (* 1988), Großmeister
- Mirosław Morchat (* 1961), Internationaler Fernschachmeister
- Zbiginiew Mościcki (1927–2006), Verdienter Internationaler Meister im Fernschach
- Paul Mross (1910–1991), historischer Meister[22]
- Maciej Mroziak (* 1995), Internationaler Meister
- Jerzy Mularczyk (* 1948), Internationaler Fernschachmeister
- Piotr Murdzia (* 1975), Internationaler Meister

## N
- Miguel Najdorf (1910–1997), Großmeister[23]
- Grzegorz Nasuta (* 1996), Großmeister
- Piotr Nguyen (* 1991), Internationaler Meister
- Wiesław Niewiadomski, Internationaler Fernschachmeister
- Maciej Niżyński (* 1965), Fernschachgroßmeister
- Ignacy Nowak (1949–2024), polnischer Meister
- Ireneusz Nowak (* 1952), Internationaler Fernschachmeister
- Mirosław Nowakowski (* 1959), Internationaler Fernschachmeister

## O
- Rafał Ogiewka (* 1978), Internationaler Fernschachmeister
- Michał Olszewski (* 1989), Großmeister
- Menachem Oren (1903–1962), historischer Meister[24]
- Dominik Orzech (* 1982), Internationaler Meister
- Jacek Oskulski (* 1958), Großmeister im Fernschach
- Leszek Ostrowski (* 1961), Internationaler Meister

## P
- Zbigniew Pakleza (* 1986), Großmeister
- Krzysztof Pańczyk (* 1958), Internationaler Meister
- Wiesław Paśko (* 1962), Verdienter Internationaler Meister im Fernschach
- Sławomir Pawłowski (* 1962), Verdienter Internationaler Meister im Fernschach
- Dominik Pędzich (* 1971), Internationaler Meister
- Mirosław Perdek (* 1965), Internationaler Fernschachmeister
- Artur Pieniążek (* 1968), Internationaler Meister
- Rafael Pierzak (* 1973), Fernschachgroßmeister
- Piotr Piesik (* 1990), Internationaler Meister[25]
- Czesława Pilarska (* 1966), Internationale Meisterin der Frauen, polnische Meisterin der Frauen
- Karol Pinkas (1950–2023), Internationaler Meister
- Jan Piński (* 1979), Internationaler Meister
- Zygmunt Pioch (* 1939), Fernschachgroßmeister
- Kacper Piorun (* 1991), Großmeister
- Jan Pisuliński (* 1968), Internationaler Meister
- Jerzy Płaszczyca, Internationaler Fernschachmeister
- Kazimierz Plater (1915–2004), Internationaler Meister, polnischer Meister
- Jerzy Pokojowczyk (1949–2020), Internationaler Meister
- Stephan Popel (1907–1987), historischer Meister[26]
- Ignacy Popiel (1863–1941), historischer Meister
- Artur Popławski (1860–1918), historischer Meister
- Dawid Przepiórka (1880–1940), polnischer Meister
- Jan Przewoźnik (1957–2023), Internationaler Meister, polnischer Meister
- Bożena Pytel (* 1945), Internationale Meisterin der Frauen, polnische Meisterin der Frauen[27]
- Krzysztof Pytel (1945–2019), Internationaler Meister, polnischer Meister[28]
- Andrzej Pytlakowski (1919–2010), historischer Meister

## R
- Krystyna Radzikowska (1931–2006), Großmeisterin der Frauen, polnische Meisterin der Frauen, Internationale Fernschachmeisterin der Frauen
- Iweta Rajlich (* 1981), Internationaler Meister, Großmeisterin der Frauen, polnische Meisterin der Frauen
- Vasik Rajlich (* 1971), Internationaler Meister[29]
- Teodor Regedziński (1894–1954), historischer Meister
- Samuel Rosenthal (1837–1902), historischer Meister
- Gersz Rotlewi (1889–1920), historischer Meister
- Akiba Rubinstein (1880–1961), Großmeister, polnischer Meister
- Michalina Rudzińska (* 2002), Großmeisterin der Frauen, polnische Meisterin der Frauen
- Maciej Rutkowski (1987–2020), Internationaler Meister

## S

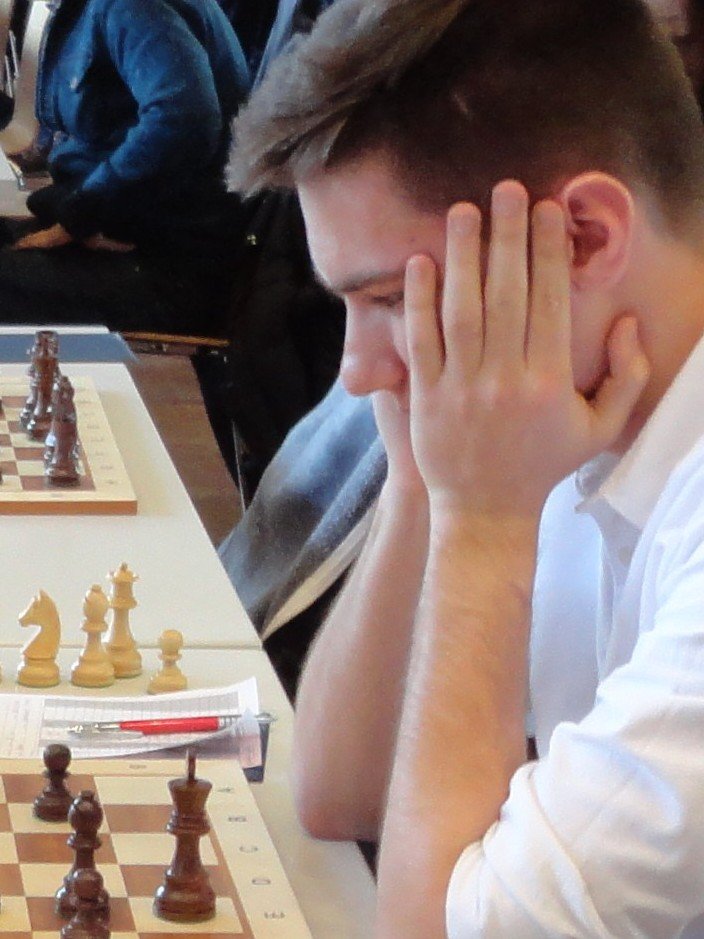
Daniel Sadzikowski 2016

- Piotr Sabuk (* 1992), Internationaler Meister
- Joanna Sadkiewicz (* 1966), Internationale Meisterin der Frauen[30]
- Marek Sądowski (* 1963), Verdienter Internationaler Meister im Fernschach
- Daniel Sadzikowski (* 1994), Großmeister
- Hersz Salwe (1862–1920), historischer Meister
- Władysław Sapa (1951–2016), Verdienter Internationaler Meister im Fernschach
- Witalis Sapis (* 1964), Internationaler Meister
- Mirosław Sarwiński (* 1954), Internationaler Meister
- Jarosław Sawiniec (* 1971), Verdienter Internationaler Meister im Fernschach
- Władysław Schinzel (* 1943), Internationaler Meister
- Włodzimierz Schmidt (1943–2023), Großmeister, polnischer Meister
- Antoni Schön (1932–2015), Verdienter Internationaler Meister im Fernschach
- Zbigniew Sęk (* 1939), Verdienter Internationaler Meister im Fernschach
- Marcin Sieciechowicz (* 1992), Internationaler Meister
- Bożena Sikora-Giżyńska (* 1960), Internationale Meisterin der Frauen, polnische Meisterin der Frauen
- Stanisławs Sittenfeld (1865–1902), historischer Meister
- Przemysław Skalik (* 1971), Internationaler Meister
- Michał Skalski (* 1985), Internationaler Meister
- Barbara Skonieczna (* 1957), Fernschachgroßmeisterin der Frauen
- Ryszard Skrobek (1951–2023), Internationaler Meister, polnischer Meister, Fernschachgroßmeister
- Jerzy Słaby (* 1983), Internationaler Meister
- Tomasz Sławiński (* 1974), Internationaler Fernschachmeister
- Bogdan Śliwa (1922–2003), Ehrengroßmeister, Internationaler Meister, polnischer Meister, Fernschachgroßmeister
- Alicja Śliwicka (* 2001), Großmeisterin der Frauen
- Bartosz Soćko (* 1978), Großmeister, polnischer Meister
- Monika Soćko (* 1978), Großmeister, Großmeisterin der Frauen, polnische Meisterin der Frauen
- Roman Sokołowski (* 1935), Internationaler Fernschachmeister
- Jacek Stachańczyk (* 1977), Internationaler Meister
- Kamil Stachowiak (* 1986), Internationaler Meister
- Fabian Stanach (* 1980), Fernschachgroßmeister
- Jerzy Staniszewski (* 1955), Verdienter Internationaler Meister im Fernschach
- Piotr Staniszewski (* 1966), Internationaler Meister
- Kazimierz Steczkowski (* 1947), Internationaler Meister[31]
- Paweł Stempin (* 1959), Internationaler Meister
- Jacek Stopa (* 1987), Großmeister
- Marek Stryjecki (* 1981), Internationaler Meister
- Zbigniew Strzemiecki (* 1993), Internationaler Meister
- Franciszek Sulik (1907–1997), historischer Meister[32]
- Dariusz Świercz (* 1994), Großmeister[33]
- Andrzej Sydor (* 1937), Internationaler Meister
- Artur Sygulski (* 1960), Internationaler Meister
- Bogusław Sygulski (1957–2017), Internationaler Meister
- Paweł Szablowski (* 1986), Internationaler Meister
- Tadeusz Szafraniec (1952–2024), Verdienter Internationaler Meister im Fernschach
- Alicja Szczepaniak (* 1953), Fernschachgroßmeisterin der Frauen
- Andrzej Szczepaniak, Internationaler Fernschachmeister
- Dariusz Szczepankiewicz (* 1961), Verdienter Internationaler Meister im Fernschach
- Witosław Szczepankiewicz (* 1969), Internationaler Fernschachmeister
- Zbigniew Szczepański (* 1957), Fernschachgroßmeister
- Marcin Szeląg (* 1981), Internationaler Meister
- Andrzej Szerlak (* 1957), Verdienter Internationaler Meister im Fernschach
- Gerard Szewczyk (* 1933), Verdienter Internationaler Meister im Fernschach
- Grażyna Szmacińska (* 1953), Internationale Meisterin der Frauen, polnische Meisterin der Frauen
- Aleksander Sznapik (* 1951), Internationaler Meister, polnischer Meister
- Dariusz Szoen (* 1986), Internationaler Meister
- Miłosz Szpar (* 2002), Internationaler Meister
- Marcin Szymański (* 1983), Internationaler Meister
- Robert Szymański (* 1969), Internationaler Fernschachmeister
- Zbigniew Szymczak (1952–2019), Internationaler Meister, polnischer Meister
- Andrzej Szypulski (* 1962), Internationaler Meister

## T
- Alfred Tarnowski (1917–2003), polnischer Meister
- Savielly Tartakower (1887–1956), Großmeister, polnischer Meister[34]
- Jan Taubenhaus (1850–1919), historischer Meister
- Marcin Tazbir (* 1988), Großmeister
- Paweł Teclaf (* 2003), Großmeister
- Piotr Tkaczyk, Internationaler Fernschachmeister
- Katarzyna Toma (* 1985), Großmeisterin der Frauen[35]
- Roman Tomaszewski (* 1960), Internationaler Meister
- Jacek Tomczak (* 1990), Großmeister
- Mikołaj Tomczak (* 1999), Internationaler Meister
- Robert Tustanowski (* 1972), Internationaler Fernschachmeister
- Konrad Typek (* 1966), Internationaler Meister

## U
- Klaudiusz Urban (* 1968), Internationaler Meister, polnischer Meister

## W
- Piotr Walczak (* 1959), Verdienter Internationaler Meister im Fernschach
- Anna Warakomska (* 1992), Großmeisterin der Frauen
- Tomasz Warakomski (* 1989), Großmeister
- August Warta (* 1943), Internationaler Fernschachmeister
- Leszek Węglarz (* 1966), Internationaler Meister
- Paweł Weichhold (* 1994), Internationaler Meister
- Krzysztof Wiącek (* 1964), Verdienter Internationaler Meister im Fernschach
- Oskar Wieczorek (* 1994), Großmeister
- Małgorzata Wiese-Jóźwiak (* 1961), Internationale Meisterin der Frauen, polnische Meisterin der Frauen
- Martyna Wikar (* 2005), Internationale Meisterin der Frauen
- Tadeusz Wilczek (* 1954), Verdienter Internationaler Meister im Fernschach
- Szymon Winawer (1838–1919), historischer Meister
- Stefan Witkowski (1931–2007), Internationaler Meister, polnischer Meister
- Radosław Wojtaszek (* 1987), Großmeister, polnischer Meister
- Antoni Wojciechowski (1905–1938), historischer Meister
- Bożena Wójcik-Wojtkowiak (* 1960), Internationale Fernschachmeisterin der Frauen
- Aleksander Wojtkiewicz (1963–2006), Großmeister, polnischer Meister[36]
- Ryszard Wojtkowiak, Internationaler Fernschachmeister
- Sławomir Wojtyra (* 1967), Verdienter Internationaler Meister im Fernschach
- Ryszard Wolny (* 1946), Verdienter Internationaler Meister im Fernschach
- Joanna Worek (* 1986), Großmeisterin der Frauen[37]
- Mariola Woźniak (* 1998), Internationale Meisterin der Frauen

## Z
- Wiesława Zając-Makowiecka (1937–2022), Internationale Fernschachmeisterin der Frauen
- Andrzej Zawadka (* 1962), Internationaler Fernschachmeister
- Beata Zawadzka (* 1986), Großmeisterin der Frauen
- Jolanta Zawadzka (* 1987), Großmeisterin der Frauen, polnische Meisterin der Frauen
- Stanisław Zawadzki (* 1984), Internationaler Meister
- Jakub Żeberski (* 1979), Internationaler Meister
- Jurij Zezulkin (* 1971), Großmeister[38]
- Arkadiusz Złotkowski (* 1981), Internationaler Fernschachmeister
- Adam Zmokły (* 1945), Verdienter Internationaler Meister im Fernschach
- Krzysztof Żołnierowicz (1962–2020), Internationaler Meister
- Johannes Hermann Zukertort (1842–1888), historischer Meister